# Shivajee Chandrabhushan
Shijavee Chandrabhushan (né en 1972 à Delhi) est un réalisateur indien.

## Biographie
Après des études de sociologie à Delhi, Shijavee Chandrabhushan commence sa carrière comme producteur pour la télévision indienne où il produit essentiellement des clips musicaux.
Passionné de montagne et de photo, il tourne en 2007, un premier long métrage, Frozen, au Ladakh.

## Filmographie
- 2007 : Frozen, sélectionné dans de nombreux festivals internationaux.